# Wim Simons

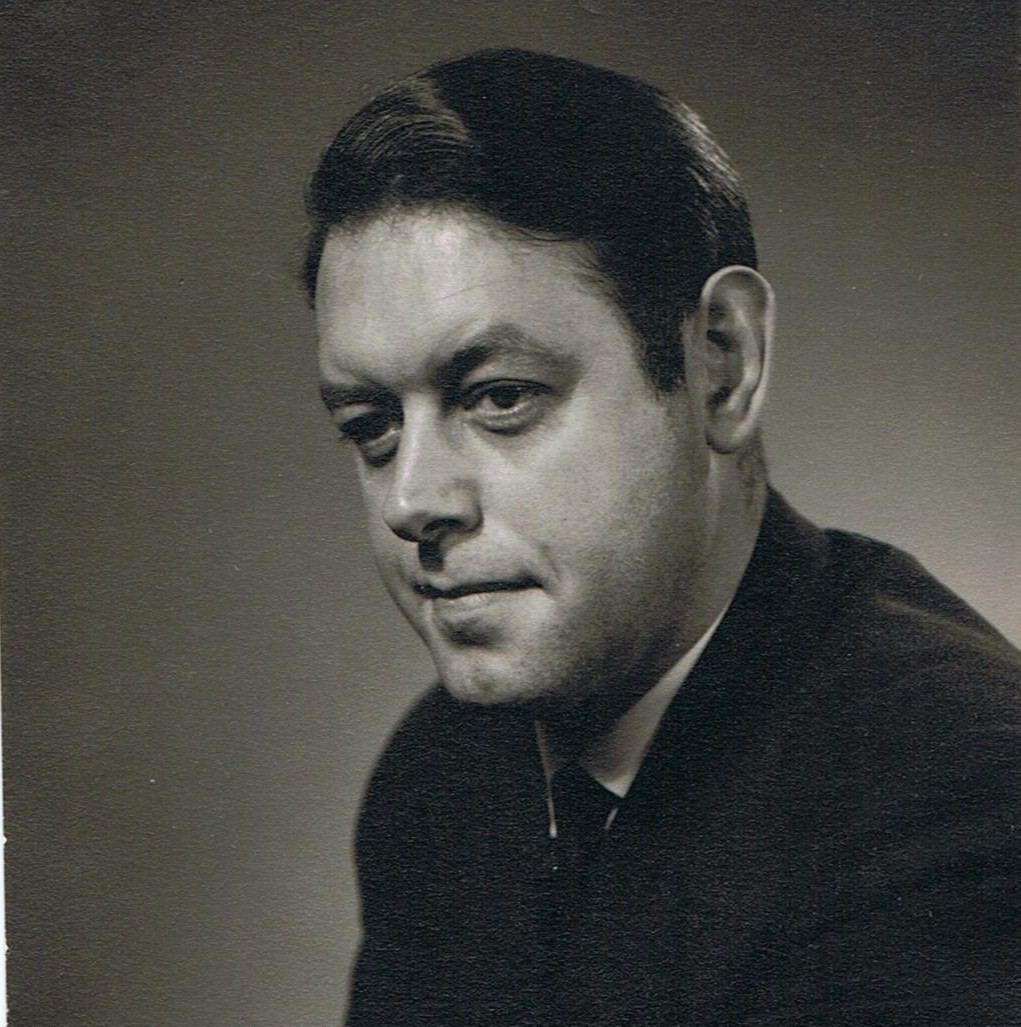
W. J. Simons

Willem Jacob Simons (Apeldoorn, 13 februari 1926 - Blaricum, 29 mei 2005) was een Nederlands schrijver, journalist en uitgever.

## Jeugd
Wim Simons werd als Willem Jacob Simons geboren in Apeldoorn op zaterdag 13 februari 1926 rond half twee als vierde en laatste kind van Jacob Aalbertus Simons en Willempje Dekker. Jacob Aalbertus had op het geboorteadres, Loseweg 58, een woninginrichting (behangerij en stoffeerderij) met winkel. Veertien dagen na zijn geboorte werd Wim Simons gedoopt in de Gereformeerde kerk aan Piet Joubertstraat, waartoe zijn ouders behoorden. In april 1932 ging Wim Simons voor het eerst naar de Prinses Juliana school schuin tegenover zijn huis. Hij liep deze school af tot en met de zevende klas. In 1937 debuteerde Wim Simons met een opstel voor de jeugdrubriek van Ons Ideaal waarvoor hij een tweede prijs won (het oordeel van de jury: 'mooi opstel en keurig geschreven'). Halverwege het laatste schooljaar ging hij (als enige van zijn klas) verder ‘leren’. Hij ging naar de christelijke Mulo (Koningin Wilhelmina school) aan de Kerklaan in Apeldoorn, waar hij na vier jaar, in juli 1942, slaagde (met een 9 voor Nederlandse taal en een 10 voor geschiedenis). Het was de bedoeling dat Wim Simons daarna bij zijn vader in de zaak zou komen werken, maar daar voelde hij niets voor. Zijn ouders gingen akkoord met een andere loopbaan en vervolgens deed hij een beroepskeuzetest (ad 25 gulden) bij het psychotechnisch laboratorium van prof. dr. J. Waterink in Arnhem. Tijdens de test gaf Wim Simons aan dat hij journalist wilde worden. Het rapport dat hij later ontving was echter heel duidelijk: ongeschikt voor journalist. Het advies: werken in een boekhandel of uitgeverij, een opleiding voor archivaris volgen of Nederlands of geschiedenis gaan studeren.

## Eerste letterkundige activiteiten
Wim Simons besloot om verder te gaan studeren en koos voor de H.B.S. (Christelijke H.B.S. in Apeldoorn). Om zijn studie en kostgeld te kunnen betalen moest hij echter ook gaan werken. Zo kwam hij in maart 1943 terecht op het kantoor van de Apeldoornse limonadefabriek annex wijnhandel P. de Vries aan de Stationsstraat. Inmiddels al bezeten van letterkunde richtte Wim Simons met een aantal klasgenoten de letterkundekring ‘Guido Gezelle’ op en daarna twee (gestencilde en gehectografeerde) tijdschriftjes: Jong Nederland en Branding. Deze tijdschriftjes werden clandestien vervaardigd en verspreid omdat de Duitse bezetters dergelijke activiteiten niet toestonden.
In december 1943 kon Wim Simons zijn eerste baantje krijgen bij een boekhandel: R. van der Veer aan de Loolaan in Apeldoorn, waar hij fl. 25 per maand verdiende.

## De oorlog

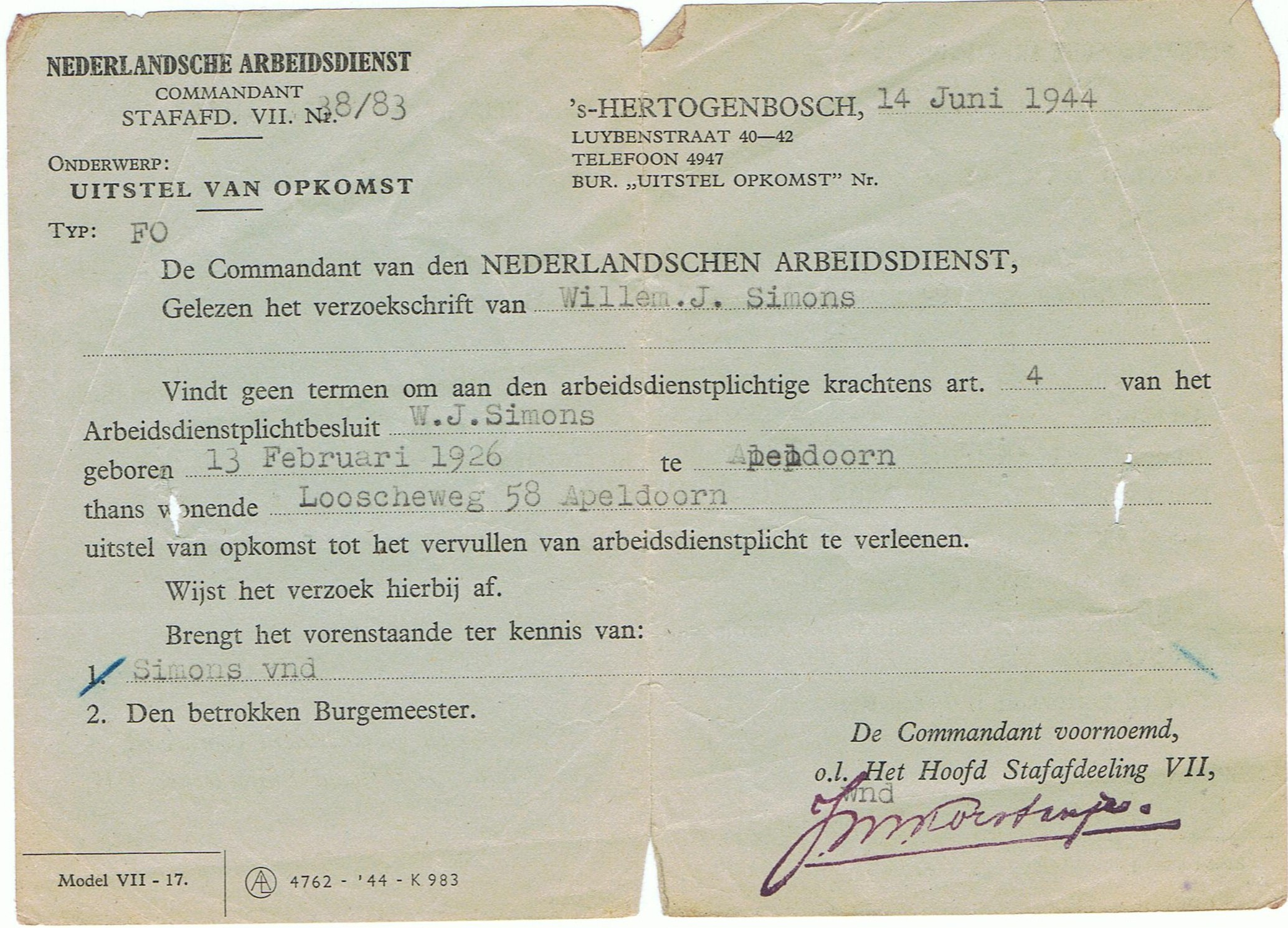
Afwijzing Arbeidsdienst Simons, 1944

In 1944 haalde Wim Simons zijn H.B.S. examen A en zijn Middenstandsdiploma (in Deventer).
Zijn plannen om vervolgens zijn staatsexamen te doen en Nederlands te gaan studeren vielen in het water omdat hij in juli werd opgeroepen voor de Nederlandse Arbeidsdienst. Hij tekende bezwaar aan, maar dit werd afgewezen en hij kwam terecht in kamp Fochtelo bij Oosterwolde waar hij tevergeefs probeerde alsnog staatexamen te doen. Er was weinig tijd omdat er geholpen moest worden bij de oogst. Na de luchtlandingen van de geallieerden bij Arnhem in september 1944 werd een deel van de mannen uit het kamp naar het zuiden gestuurd om te helpen bij het puinruimen. Simons bleef in Fochtelo. Kort daarop werd het kamp verplaatst naar Bovensmilde. Hier moest opnieuw geholpen worden met de oogst en het graven van tankvallen.
In december 1944 werd Simons bevorderd tot voorman en belast met de organisatie van de ziekenzaal en het geven van gymnastiekles. In februari 1945 kreeg hij geelzucht en kwam in een ziekenhuis in Assen terecht. Niet veel later werd het kamp in Bovensmilde opgebroken als gevolg van de naderende oorlog. Per schip werden de kampbewoners door Drenthe en Groningen gevoerd (in die tijd was Wim Simons kok op een van de schepen). Vervolgens werd iedereen via Nieuweschans naar Duitsland gedirigeerd om schuttersputjes te graven. Per schip voeren ze de Dollard over en via Emden verder Duitsland in tot de omgeving van Aurich. Eind april 1945 dook Wim Simons onder bij een Duitse boer en las daar op de hooizolder Duitse vertalingen van romans van Hans Christiaan Andersen, de enige boeken die daar in huis waren. Toen de Canadezen aankwamen in het dorp stapte hij op en wandelde terug naar Nederland. Opnieuw stak de geelzucht de kop op. Een kilometer of tien voor de Nederlandse grens werd hij doodziek opgepikt door een wagen van het Rode Kruis en naar een noodziekenhuis in Winschoten gebracht.

## Boekhandel Van Heteren
Na een week of vijf werd Wim Simons door zijn vader opgehaald uit Winschoten met een auto. Het was een hele tocht, want je mocht toen officieel de IJssel nog niet over. Maar zijn vader had ergens een vergunning kunnen loskrijgen. Eenmaal terug in Apeldoorn en hersteld van de geelzucht ging Wim Simons weer werken bij Boekhandel Van der Veer. In 1946 kon hij in Utrecht eindelijk het felbegeerde staatsexamen alpha doen. Dit was toen een vereenvoudigd examen om de vele mensen te helpen die tijdens de laatste oorlogsjaren hun studie hadden moeten onderbreken. Het eerder genoemde, door Wim Simons opgezette, tijdschrift Jong Nederland verscheen na de oorlog opnieuw. Wim Simons werd redacteur. Daarnaast begon hij voor andere tijdschriften en kranten te schrijven.
In september 1946 liet Wim Simons zich inschrijven aan de gemeentelijke universiteit van Amsterdam om Nederlands te gaan studeren. Om in Amsterdam te kunnen wonen en werken solliciteerde hij bij uitgeverij Meulenhoff. Meteen kreeg hij een baan aangeboden bij hun boekhandel Van Heteren op het Rokin 44 in Amsterdam. Op 1 januari 1947 begon Wim Simons daar te werken. Hij vond een kamer op de Vijzelstraat 38 (Huize Hendrikx). Bijna zijn hele salaris van 175 gulden ging op aan de huur van deze luxe kamer met centrale verwarming, eigen gang en toilet. Tijdens zijn studie kreeg Wim Simons veel hulp van de hoogleraren Nico Donkersloot (Nederlands) en Jan Romein (geschiedenis). Naast zijn studie aan de universiteit volgde hij bovendien een opleiding bij de Vereniging ter bevordering van de Belangen des Boekhandels, waar hij in de zomer van 1947 zijn eindexamen boekhandelaar en uitgever behaalde (met een 9 voor letterkunde).

## Dienstweigeraar en vegetariër

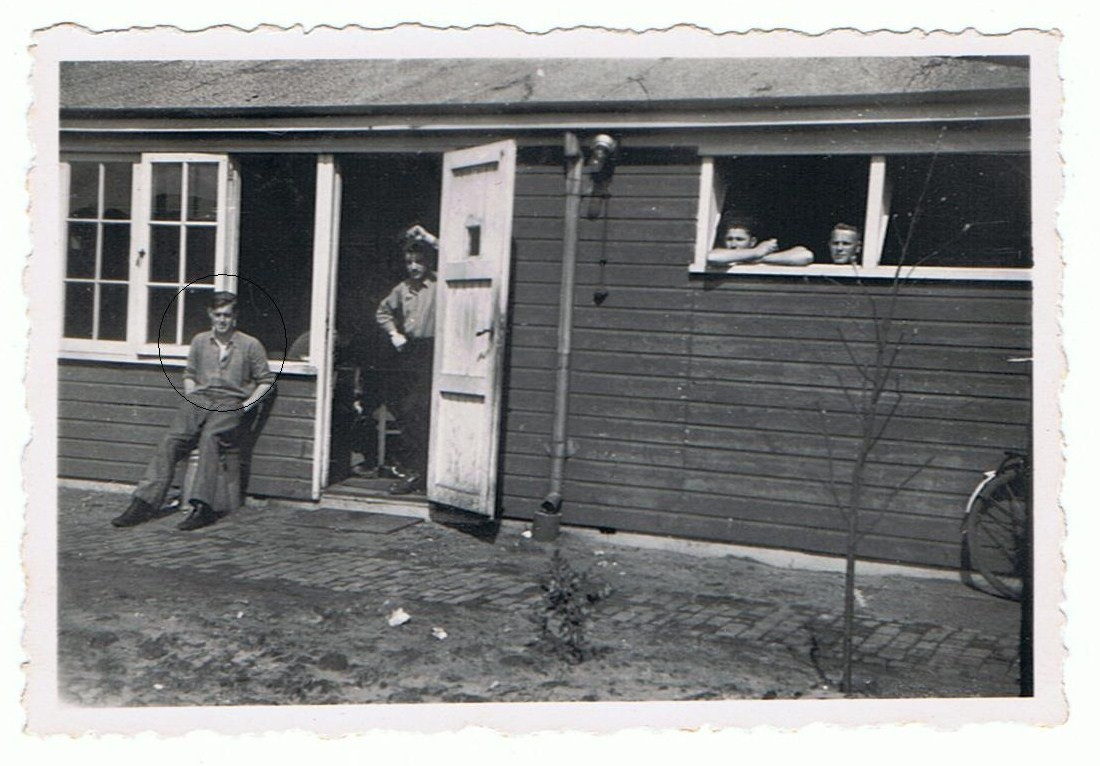
Wim Simons (links) in Dienstweigeraarskamp Vledder 1948

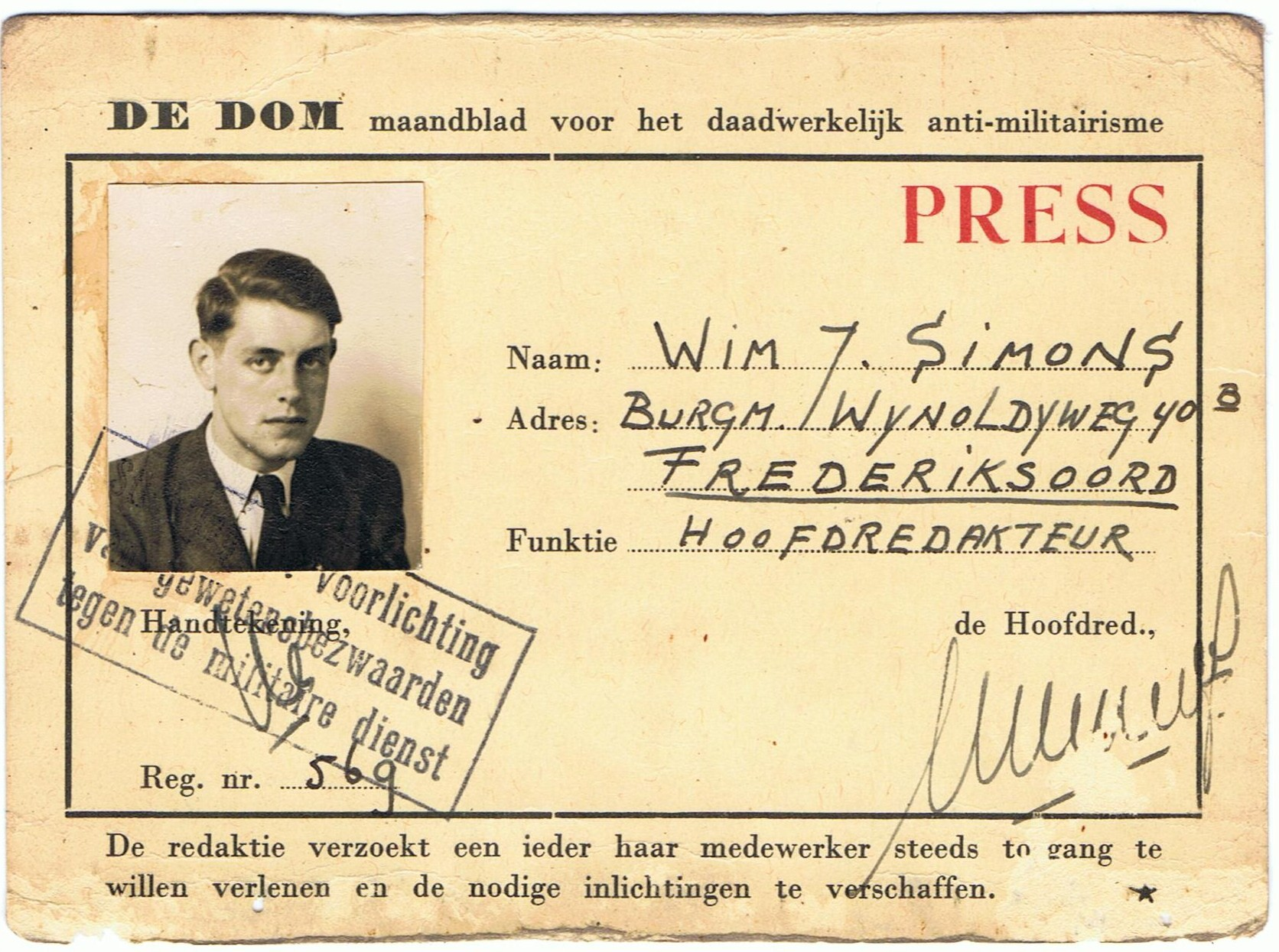
Perskaart Wim Simons De Dom maandblad voor het daadwerkelijk anti-militairisme, 1948

Wim Simons weigerde vervolgens zich te laten keuren voor militaire dienst. Hij was een fel tegenstander van de dienstplicht. Zijn gewetensbezwaren werden erkend en in februari 1948 moest Wim Simons zich melden in het dienstweigeraarskamp Vledder. In datzelfde jaar werd hij ook vegetariër (later was hij zelf nog een aantal jaren voorzitter van de Nederlandse Vegetariërsbond) en in 1949 zegde hij zijn lidmaatschap bij de Gereformeerde kerk op. In kamp Vledder moest Wim Simons helpen met het ontginnen van heide, het aanleggen van wegen, het planten van bomen en oogsten. Nog in datzelfde jaar trouwde Wim Simons met de vier jaar oudere onderwijzeres Aletta Maria Petronella van Dam.
In 1949 werd hun eerste kind, een dochter, Aletta Wilma Petronella, geboren. Officieel moest hij in het kamp blijven wonen, maar dat weigerde hij en vestigde zich in Frederiksoord. Het lukte hem om naast zijn werk in het kamp een baan te krijgen als leraar Nederlands aan de Tuinbouwschool naast hun huis. In september 1950 zat zijn kamptijd erop en keerde Wim Simons met vrouw en kind terug naar Amsterdam, waar hij weer in dienst trad van boekhandel Van Heteren. Er werden nog twee kinderen geboren: Willem Jehochanan (1951) en Wilma Channa (1954). Door zijn drukke baan en gezinsleven kwam er niet veel meer van studeren. Wel schreef hij voor verschillende kranten en tijdschriften.
Naast zijn inzet voor de vegetariërsbond afschaffing van de dienstplicht stortte Wim Simons zich na zijn terugkeer op allerlei andere maatschappelijke en literaire issues. Zo zette hij zich in voor de problematiek rond Jacob Israël de Haan. Op 1 juni 1952 richtte hij samen met Garmt Stuiveling en K. Lekkerkerker het Genootschap Jacob Israël de Haan op. Garmt Stuiveling werd voorzitter terwijl Wim Simons optrad als secretaris. Op 29 april 1957 deed Karel van het Reve afstand van de in zijn bezit zijnde auteursrechten op het werk van Jacob Israël de Haan en droeg deze over aan het Genootschap.

## Uitgever
In 1953 richtte Wim Simons, samen met Johan Polak en Frits Knuf, de Literaire Uitgeverij De Beuk op, volledig genoemd De Beuk, Stichting Literaire Publicaties. De eerste jaren werden de activiteiten van de uitgeverij georganiseerd vanuit het huis van Wim Simons aan de Admiraal de Ruyterweg 507 in Amsterdam. Inmiddels was hij bovendien bedrijfsleider geworden bij boekhandel Van Heteren en, daarbij, in 1955 directeur van Uitgeverij De Driehoek. In 1954 debuteerde hij als dienstweigeraar met zijn bijdrage aan het Handboek voor de Vredesbeweging dat bij Nijgh & van Ditmar verscheen. Schrijvers die in die tijd bij De Beuk werk publiceerden waren onder meer Hans Andreus, Simon Vinkenoog, Martin Veltman, Jac. van Hattum, Jan Hanlo en Harry Mulisch. Tegen het einde van de jaren vijftig trokken Polak en Knuf zich terug uit De Beuk. Johan Polak begon een eigen uitgeverij en Frits Knuf een antiquariaat. Wim Simons zette De Beuk alleen voort. Om aan een inkomen te komen richtte hij zich, naast zijn werkzaamheden voor de uitgeverij, op het schrijven van boeken en artikelen. In dezelfde periode werd zijn huwelijk met Aletta van Dam ontbonden. In 1959 trouwde hij met de elf jaar jongere Marijke Cornelia Pette, achterkleindochter van de oprichter van de Pette Chocolade fabrieken (later Pette-Boon) in Zaandam. Simons maakte nu een eind aan zijn banen bij Van Heteren en De Driehoek om zich te vestigen als zelfstandig uitgever en publicist aan de Prinsengracht 1083 in Amsterdam. Samen met Marijke Pette richtte hij bovendien het Centrum voor plaats- en streekgeschiedenis op, het Adviesbureau voor boekhandel en uitgeverij en het Adviesbureau Auteursbelangen. Daarnaast besteedde hij steeds meer tijd aan het schrijven voor kranten en tijdschriften, waaronder de Haagse Post, De Gelderlander, Het Parool, Vrij Nederland, Utrechts Nieuwsblad en Trouw. In 1965 werd hij bovendien adviseur letterkunde bij de Grote Winkler Prins. Uit het huwelijk van Wim Simons en Marijke Pette werd in 1961 een dochter geboren, Marie-Anne, en in 1964 volgde een zoon, Joost Alexander.

## Simons & Fuchs

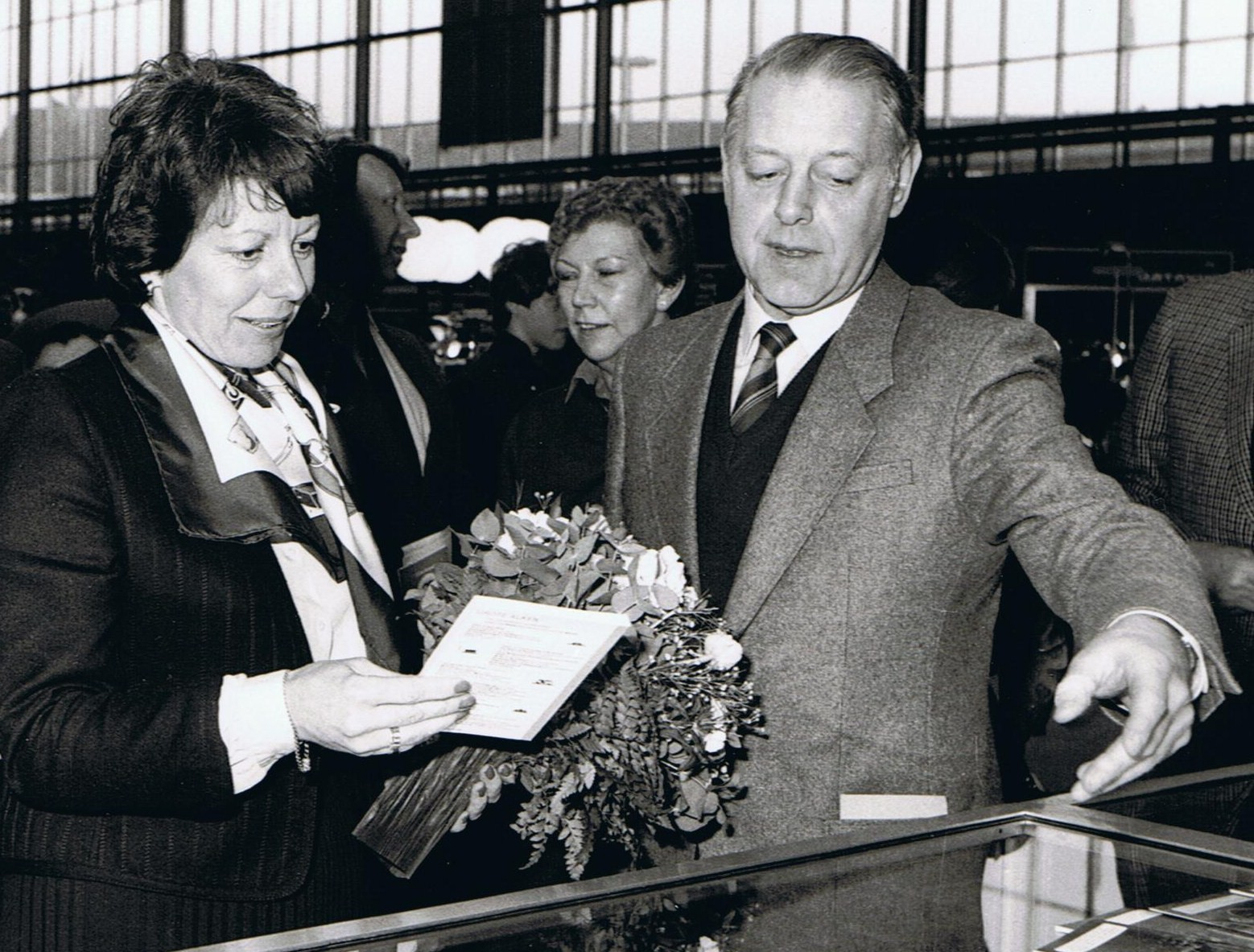
Wim Simons en Neelie Kroes bij Stichting Fiets!

Sinds 1960 schreef Wim Simons bovendien samen met zijn zakenpartner dr. J. (Jan) M. Fuchs. Dit illustere duo dat regelmatig de media haalde, schreef samen een groot aantal boeken waaronder gedenkboeken, boeken over toerisme, verkeer, geschiedenis en folklore. Kort na de aanvang van hun samenwerking staan Fuchs en Simons in 1963 al gezamenlijk op de barricade met T10 Operatie Watergeus, 3 oktober / Amsterdam ontzet. Gesteund door een aantal textielgrossiers zetten zij zich in om het verkeersprobleem in de Amsterdamse binnenstad op te lossen door de inzet van vervoer te water. In 1964 worden Fuchs en Wim Simons bovendien gezamenlijk public relations-adviseurs bij de stichting fiets! in Amsterdam. Bij zijn afscheid in 1993 ontving Wim Simons voor 30 jaar grote verdiensten voor de fiets en het fietsen in Nederland van Stichting Fiets! de gouden fietsspeld.
Wim Simons schreef voor TELEAC, en ontwikkelde vragen over letterkunde, geschiedenis en transport voor het televisieprogramma Twee voor twaalf.

## Pleitbezorger
Door zijn activiteiten was Simons in deze jaren een onvermoeibaar pleitbezorger voor de literaire stroming van de Vijftigers. Maar ook in later jaren bleef hij als uitgever en redacteur betrokken bij het op weg helpen van vernieuwende poëzie. Van de hedendaagse generatie dichters debuteerde in 2001 Jannah Loontjes bij De Beuk met haar bundel Spectroscoop en Guido van der Wolk maakte zijn debuut als elfjarige in de door de uitgeverij uitgebrachte bloemlezing De Pimpelpaarse Pissebed (verzameld en ingeleid door Carla Dura). Simons publiceerde tevens vele monografieën over dichters en auteurs in de boekjesserie van de AO van uitgeverij IVIO in de jaren zestig en zeventig.

## Promotiewerk en overlijden
Simons heeft veel dichters uitgegeven die bij de grote uitgevers niet aan bod kwamen. In de latere jaren kon hij dat blijven volhouden omdat hij toen deze auteurs vroeg een financiële bijdrage te leveren waarmee hij de productie van een boek kon helpen financieren. Over de exemplaren die verkocht werden betaalde Simons wel weer royalty's. Simons was in het literaire landschap een opvallende en zeer enthousiasmerende figuur die overal waar hij verscheen gekleed ging in de voor hem kenmerkende beste kwaliteit tweedkostuums. Na een slepende ziekte overleed Wim Simons op 29 mei 2005. Hij werd op 6 juni 2005 in het crematorium De Nieuwe Ooster in Amsterdam gecremeerd.